# 室住虎光
室住虎光（？—1561年10月18日）是日本戰國時代的武將。甲斐國戰國大名武田氏的譜代家臣。
別名虎定、昌清，而根據同時代的文書「安道寺文書」記載，名諱是虎光。

## 生平
因為可信的史料不足，關於晩年以外的經歷有許多不明處。
根據山梨縣甲斐市龍王的有富山慈照寺的傳說，開山是真翁宗見或甲斐國守護武田信昌的庶子「諸角昌清」，而昌清被認為與「諸角虎定」是同一人物。根據其他記錄，生年是文明12年（1480年），不過黑田基樹和柴辻俊六等日本史研究者認為可疑，並指出可能是其次代人物。
「諸角虎定」從信昌的孫兒武田信虎時代開始，就以率領同心50騎的侍大將身份仕官，與飯富虎昌等人同受賞識。在信虎被流放後，仕於信虎的兒子晴信（信玄）。（『甲陽軍鑑』）
而關於「室住虎光」的史料，最早是在弘治3年（1557年），於納入京進錢時，以奉行人身份連署，並在弘治年間，與秋山虎繁（信友）一同向信玄報告美濃國的情勢。在武田氏侵攻信濃國時，與信濃國眾一同守備信濃柏鉢城。
永祿4年（1561年），在第四次川中島之戰中出陣並戰死。首級被上杉軍新發田重家取去，不過由與力成瀨正一和石黑五郎兵衛取回。法名是智賢義勇居士、慈照寺殿昌良清禪定門。

## 子孫
家督由兒子昌守（助五郎）繼承，不過昌守在元龜元年（1570年），與原甚四郎（原虎胤的兒子）相爭，於是被改易。此後，室住氏就再沒在史料上出現。

## 登場作品
電視劇
- 『天與地』（1969年，NHK大河劇，角色：諸角豐後守，演員：林邦史朗）
- 『風林火山』（2007年，NHK大河劇，角色：諸角虎定，演員：加藤武）